# 파브리지오 모레티
파브리지오 모레티(영어: Fabrizio Moretti, 1980년 6월 2일~)는 브라질계 미국인 음악가이자 시각 예술가로 2001년부터 6개의 스튜디오 앨범을 발매한 미국 록 밴드 스트록스의 드러머로 가장 잘 알려져 있다. 협업 아티스트인 그는 2000년대 중반부터 일련의 그룹에 속해 있으며, 특히 2008년에 한 장의 앨범을 발매한 브라질계 미국인 밴드 Little Joy와 2018년부터 이끌고 있는 실험적인 팝 그룹 Machinegum의 멤버다. 그의 경력 동안 모레티는 드로잉, 조각, 설치 및 공연 예술을 아우르는 다양한 예술 프로젝트에 참여해 왔다.